# Tipula meigeniana
Tipula meigeniana är en tvåvingeart som beskrevs av Alexander 1966. Tipula meigeniana ingår i släktet Tipula och familjen storharkrankar. Inga underarter finns listade i Catalogue of Life.